# Benjamin Hager
Benjamin Hager (* 1986 in Waging am See) ist ein deutscher Neonazi und aktiv in der rechtsextremen Kleinpartei Der III. Weg. Er gehört zur rechtsradikalen Szene in Bayern und war einer der führenden Kameradschaftsaktivisten in dem neonazistischen Dachverband Freies Netz Süd (FNS), der 2014 verboten wurde. Laut ARD wird Benjamin Hager vom Bayerischen Landesamt für Verfassungsschutz zu den „führenden Rechtsextremen“ in Bayern gezählt.

## Leben
Hager wuchs in Waging am See im oberbayerischen Landkreis Traunstein auf und ist von Beruf Maurer. Er begann seine Aktivitäten in der Neonaziszene Mitte der 2000er Jahre und war im Freien Netz Süd (FNS) bis zu dessen Verbot im Juli 2014 aktiv. So gehörte er zum Beispiel zu den Akteuren bei einer neonazistischen „Gedenkveranstaltung“ am Abend des Tags der Befreiung (8. Mai) 2013 in Bad Reichenhall und bei dem Aufmarsch der FNS am 1. Mai 2014 in Plauen. Zudem nahm er wiederholt an den jährlich stattfindenden, neonazistischen „SS-Gedenkfeiern“ in Bad Reichenhall teil und trat unter anderem bei neonazistischen Aktionen der Kameradschaft Berchtesgadener Land, die dem Aktionsbündnis Oberbayern zugerechnet wird, und bei der Bürgerinitiative Ausländerstopp in München öffentlich auf.
Zudem war Hager 2011 an Aktionen der dem FNS zugerechneten „Bürgerinitiative soziales Fürth“ (BSF) beteiligt. Bei einer gewalttätigen Auseinandersetzung am 10. September 2011 frühmorgens in der Innenstadt von Fürth, an der drei Neonazis und ein jugendlicher Migrant beteiligt waren, wurde er schwer verletzt.
Bei einer Durchsuchung seiner Wohnung in Waging am See am 21. Dezember 2012 fanden Polizeibeamte Munition, Waffen, Sprengstoff und allerhand unerlaubte Pyrotechnik. Im März 2014 wurde Benjamin Hager vom Amtsgericht Traunstein wegen Erwerbs, Beförderung, Verkehrs und Umgang von und mit explosionsgefährlichen Stoffen zu einer Freiheitsstrafe von 16 Monaten verurteilt. Die Freiheitsstrafe wurde auf drei Jahre zur Bewährung ausgesetzt. Vor Gericht wurde Hager von dem rechtsextremistischen Szeneanwalt Frank Miksch aus Fürth vertreten.
Der Vorfall zeige erneut, „welche Gefahr von der Nazi-Szene in der Region [Chiemgau/Berchtesgadener Land] ausgehe“ und es zeige sich zudem, „dass sich lokale Neonazis bewaffnen“, kommentierte das antifaschistische Bündnis „rabatz“ das Urteil. In einer Pressemitteilung forderte Bündnis-Sprecherin Anna Jade „die Zivilgesellschaft in der Region auf, gegen Neonazis aktiv zu werden“.
Seit dem im Juli 2014 erfolgten Verbot des FNS organisieren sich vorwiegend süddeutsche Nationalisten in der 2013 gegründeten Neonazi-Partei Der III. Weg; so auch Benjamin Hager.
In dem erstmals im März 2016 ausgestrahlten ARD-Dokumentarfilm Terror von rechts wird Benjamin Hager neben Martin Wiese, Karl-Heinz Statzberger, Tony Gentsch, Norman Kempken und anderen, meist ebenfalls vorbestraften Neonazis im Zusammenhang mit „Brandanschlägen und Bombenbasteln“ sowie sonstigen fremdenfeindlichen Gewalttaten vorgestellt.
Benjamin Hager lebt in Waging am See.

## Fernsehdokumentationen
- Terror von rechts – Die neue Bedrohung. Reportage & Dokumentation. Sendereihe: Die Story im Ersten. Regie: Thomas Reutter, Produktion: Südwestfunk (für die ARD) 2016, Länge: 44:02 Minuten, Erstausstrahlung: 7. März 2016 in Das Erste/ARD (online: Begleitinformationen mit Videostream; zu Benjamin Hager ab ca. Minute 30:30).